# Aethia pusilla
Aethia pusilla là một loài chim trong họ Alcidae.

## Hình ảnh

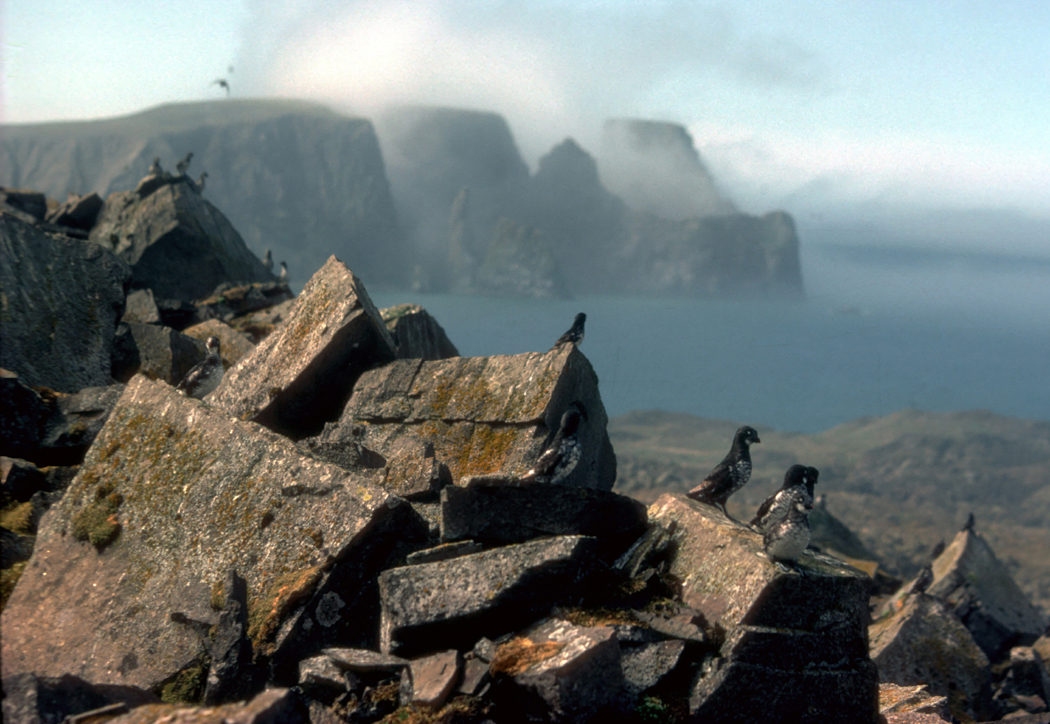
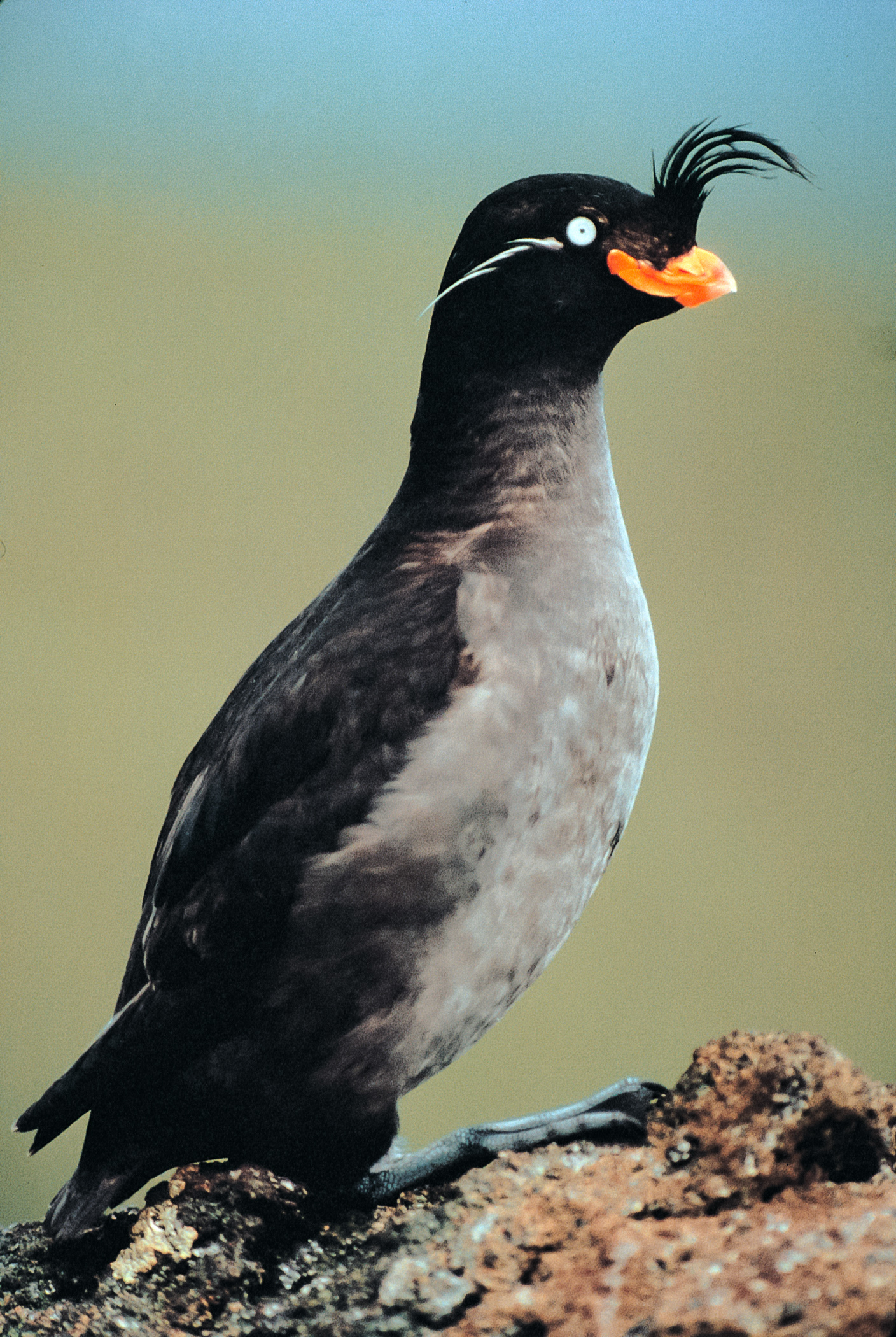
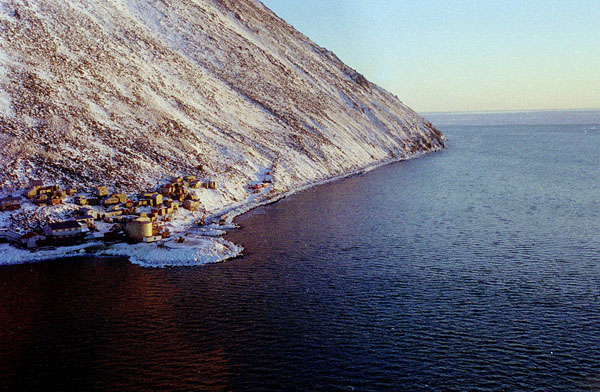
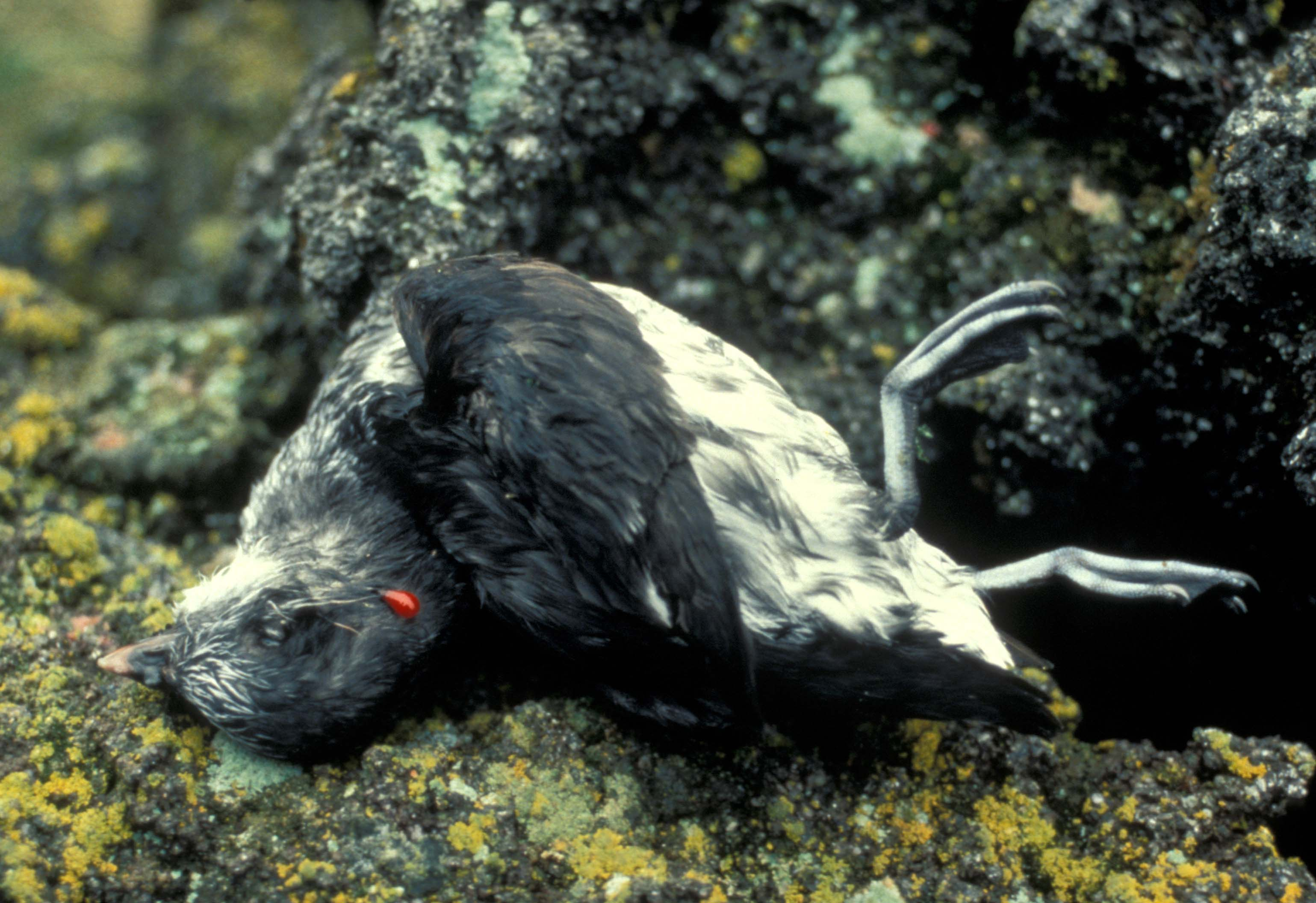
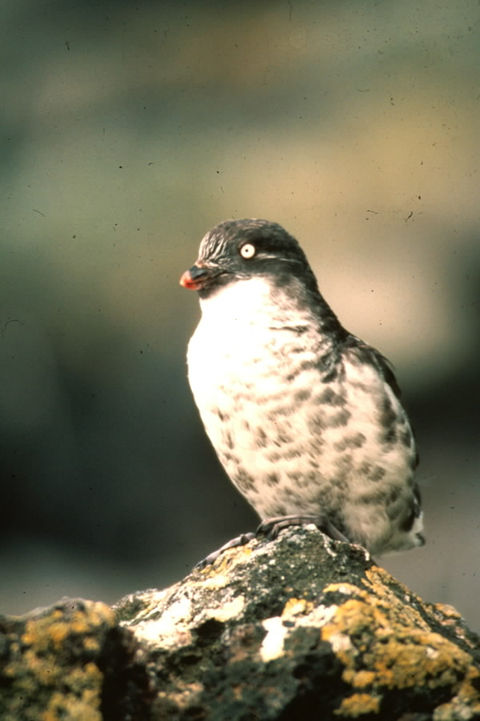